# Les Crapauds (film)
Pour les articles homonymes, voir Crapaud (homonymie).
Pour plus de détails, voir Fiche technique et Distribution.
Les Grenouilles (Frogs) est un film américain réalisé par George McCowan, sorti en 1972.

## Synopsis
Des crapauds tueurs se mettent à envahir une ville.

## Fiche technique
- Titre : Les Crapauds
- Titre original : Frogs
- Réalisation : George McCowan
- Scénario : Robert Hutchison et Robert Blees
- Production : Samuel Z. Arkoff, George Edwards, Norman T. Herman, James H. Nicholson et Peter Thomas
- Société de production : American International Pictures
- Musique : Les Baxter
- Photographie : Mario Tosi
- Montage : Fred R. Feitshans Jr.
- Pays d'origine : États-Unis
- Format : Couleurs - 1,33:1 - Mono
- Genre : Horreur
- Durée : 91 minutes
- Date de sortie : 1972

## Distribution
- Ray Milland : Jason Crockett
- Sam Elliott : Pickett Smith
- Joan Van Ark : Karen Crockett
- Adam Roarke : Clint Crockett
- Judy Pace : Bella Garrington
- Lynn Borden : Jenny Crockett
- Mae Mercer : Maybelle

## Autour du film
- En compétition lors du premier Festival international du film fantastique d'Avoriaz 1973.